# Алешандре Мораес де Оливейра Фариа
Алешандре Мораес де Оливейра Фариа (порт. Alexandre Moraes de Oliveira Faria; род. 2 июля 1985, Белу-Оризонти, Бразилия), более известный как Алешандре — бразильский футболист, игрок в мини-футбол. Универсал российского клуба «КПРФ». Сын португальского футболиста Антониу Аугушту (род. 1955).

## Биография
В 2004-м Алешандре выиграл свой первый трофей с клубом «Палмейрас-ди-Гояс», а в следующем сезоне вместе с «Минас Теннис Клаб» ему покорились сразу четыре кубка. Однако самой значимой наградой для Алешандре стало чемпионство в Суперлиге, завоеванное вместе с «Ульброй» в 2008 году.
В октябре 2010 года Алешандре перешёл в «Кайрат».
В 2013 году выиграл Кубок УЕФА с «Кайратом».
В 2015 году повторил успех в Кубке УЕФА с «Кайратом». В финале забил решающий гол в ворота испанской «Барселоны».
В 2016 году взят в аренду клубом российской Суперлиги КПРФ.

## Достижения
- Чемпион Казахстана по мини-футболу (4): 2011-12, 2012-13, 2013-14, 2014-15
- Обладатель Кубка УЕФА по мини-футболу (2): 2012—2013, 2014—2015
- Обладатель Кубка Бразилии: 2005
- Обладатель интернационального кубка чемпионов: 2005
- Чемпион бразильской Суперлиги: 2008
- Чемпион центральной и восточной лиги: 2004